# Iosif Iser

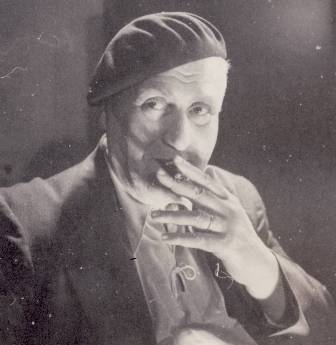
Iosif Iser

Iosif Iser (* 21. Mai 1881 in Bukarest; † 25. April 1958 in Bukarest) war ein rumänischer Maler jüdischer Abstammung.

## Leben
Iser wuchs in Ploiești auf. Von 1899 bis 1904 studierte er an der Akademie der Bildenden Künste München bei Anton Ažbe und Johann Caspar Herterich. 1904 kehrte er nach Ploiești zurück, wo er seine erste Einzelausstellung hatte. Ab 1905 lebte er in Bukarest und arbeitete dort als Karikaturist für verschiedene Zeitschriften. Er beteiligte sich an der Ausstellung Tinerimii artistice, und 1906 fand seine erste Personalausstellung in Bukarest statt.
Von 1907 bis 1909 lebte er in Paris und studierte an der Académie Ranson. Er hatte Kontakt zum Kreis der avantgardistischen Maler vom Montmartre, wo er u. a. Constantin Brâncuși und André Derain kennenlernte. Daneben arbeitete er in dieser Zeit für die Satiremagazine Les Témoins und Le Rire.
1909 organisierte Iser die erste Ausstellung moderner Kunst im Athenäum von Bukarest. Während des Ersten Weltkrieges war er Soldat an der moldawischen Front, das Gemälde Soldaten (1917, im Nationalmuseum von Bukarest) zeugt von dieser Zeit. Von 1921 bis 1934 lebte er erneut in Paris, bevor er endgültig nach Rumänien zurückkehrte.

## Werk
1926 beteiligte er sich an einer Ausstellung der Berliner Sezession, in den 1930er Jahren fanden Ausstellungen seiner Werke in Paris, Bukarest, Brüssel, Den Haag und Amsterdam statt. Mit George Petrașcu und Ștefan Popescu gründete er die Künstlergruppe Arta. Nach dem Zweiten Weltkrieg fanden Ausstellungen seiner Werke in New York (1948), Moskau und St. Petersburg (1956), Wien (1957) und bei der Biennale di Venezia (1954) statt. 1955 wurde Iser Mitglied der Academia Româna.